# ژرار تیلن
ژرار تیلن (فرانسوی: Gérard Thiélin‎; زاده ۲۹ مارس ۱۹۳۵ – درگذشته ۲۰ سپتامبر ۲۰۰۷) دوچرخه‌سوار اهل فرانسه بود.
از باشگاه‌هایی که در آن رکاب زده‌است می‌توان به تیم دوچرخه‌سواری سن-رافائل، تیم دوچرخه‌سواری السیون، و تیم دوچرخه‌سواری سن-رافائل اشاره کرد.